# Вересневе повстання в Іракському Курдистані
Вересневе повстання — під цим ім'ям в Іракському Курдистані відома сепаратистська війна, яку вели іракські курди в 1961–1975 рр. під керівництвом Мустафи Барзані. Протягом 1960-х років, повстання переросло в затяжну війну, яка не змогла вирішитися, незважаючи на внутрішні зміни влади в Іраку. Під час війни було залучено 80% іракської армії для боротьби з курдами.

## Передісторія і причини
Повалення іракської монархії в 1958 році було з ентузіазмом зустрінута курдами і дійсно на короткий час дало їм відчуття рівноправності і свободи. Демократична партія Курдистану активно підтримувала уряд Абдель-Керіма Касема і користувалась взаємною підтримкою з боку останнього. Вона стала найбільшою (після компартії) партією в Іраку і фактично зайняла монопольне становище в Іракському Курдистані. Після повернення з Москви голова ДПК Мустафа Барзані став загальноіракським національним героєм. При цьому курдські націоналісти сподівалися на надання Курдистану автономії, селянські маси — на аграрну реформу, яка покінчить з малоземеллям і безземеллям переважної більшості селянства.
Ці надії були, однак, обмануті. З початку 1960 року в політиці Касема відбувається поворот, пов'язаний з його спробою спертися на сили правого арабського націоналізму. З кінця року починається відкрите гоніння за різні курдські національні прояви. Дійшло до того, що сорт «курдської пшениці» був спеціальним наказом перейменований в «північну пшеницю».
Крах аграрної реформи і різке підвищення податків були іншими факторами, які вели до повстання навіть незалежно від національних питань. Влітку 1961 року народні маси в Курдистані буквально рвалися до зброї. Курдистан фактично виходив з-під контролю уряду, в ряді населених пунктів відбулися спонтанні спалахи насильства, що супроводжувалися вигнанням місцевої адміністрації та поліції.
ДПК у цій ситуації грала швидше стримуючу роль. В партійному керівництві за негайне повстання виступав тільки Джаляль Талабані; більшість Політбюро вважали повстання несвоєчасним, перший секретар Ахмед Ібрагім взагалі не вірив, що за відсутності зовнішньої підтримки курди зуміють вести серйозну партизанську війну. Барзані був налаштований менш песимістично. Ще восени 1960 року він (під приводом жовтневих урочистостей) побував у Москві і вів там переговори про постачання курдів зброєю (йому були виділені гроші на закупівлю зброї, передані через посольство СРСР у Багдаді). Однак і він вважав, що повстання не підготовлене і несвоєчасне.

## Початок повстання
На початку вересня 1961 року Касем вводить в Курдистан 25-тисячне армійське угруповання. Днем початку повстання курди вважають 11 вересня, коли Курдистан був підданий першим бомбардуванням. Тим не менш у той момент здавалося, що відбувається швидше придушення повстання, ніж його початок. Війська з легкістю припинили спроби опору, буквально розігнавши недосвідчені загони партійців і племінних повстанців. Центром опору залишався тільки Барзан, де тримався Барзані. Проте 8 жовтня Барзані був витіснений з Барзана. Повстання здавалося остаточно пригніченим.
До того моменту сили ДПК нараховували: 640 осіб у Барзані, 200 чоловік в горах Сафін-даг (район Ербіля), 50 осіб у провінціях Сулейманія і Кіркук (з яких тільки половина мала зброю) і 30 осіб Ханекіне. Однак цей підрахунок не включає сили племен, як і раніше перебували в стані бродіння; саме вони й стали основним ресурсом Барзані.
Покинувши Барзан, Барзані проходить через землі сусідніх племен, швидко поповнює свій загін до 5 тисяч і з цими силами на початку грудня громить три іракських батальйони в ущелині Галі-Завет і бере Сарсанг. Результатом цієї події виявилося встановлення контролю Барзані над усім північним-заходом Іракського Курдистану.
Перемога при Галі-Завіті справила надихаючий вплив на курдів і, зокрема, на Політбюро, яке досі перебувало в деякій розгубленості. Був скликаний пленум ЦК (18-23 грудня), який вперше прямо проголосив «курдську революцію» і висунув гасло: «демократія Іраку — автономія Курдистану»! Це гасло залишилося офіційним гаслом повсталих протягом усього повстання, хоча серед курдів набагато популярнішим був інший, кинутий самим Барзані: «Курдистан — або смерть!»
З настанням весни 1962 року Бразані виступає на південний схід і з'єднується з загонами Політбюро, що діяли в районі Сулейманії. Оволодіння містечком Раят дало йому контроль над «дорогою Гамільтона» — шосе, що з'єднує Іракський Курдистан з Іраном. Виступивши потім на захід до гір Сафін, він влітку бере в кільце 12-тисячне іракське угруповання, що знаходилося в п'яти таборах в районі Шаклава-Ревандуз. Табори були блоковані, і Барзані став безумовним господарем всього гірського Курдистану — на території 30-40 тис. кв. км. з населенням 1.200 тис. осіб.

## Барзані і перший баасистський режим
Невдача Касема в Курдистані стала однією з причин його повалення 8 лютого 1963 року в результаті військового перевороту, організованого партією Баас. Барзані був у таємних контактах з баасистськими змовниками, які обіцяли йому проголошення автономії Курдистану. Відразу після перевороту бойові дії були припинені. В Багдад для переговорів була направлена делегація на чолі з Джалялем Талабані. Однак баасисти, замість автономії, запропонували план децентралізації (надання провінціям прав місцевого самоврядування), з порога знехтуваний курдами як неприйнятний. Одночасно на півночі Іраку відбувалося концентрування військ. 9 червня курдська делегація в Багдаді була заарештована, а армія розпочала наступ.
Наступ супроводжувався широкими репресіями проти цивільного населення: масовими вбивствами, депортаціями, спаленням сіл і врожаю. Ці дії досягли таких масштабів, що 3 липня Монголія (з подачі СРСР) внесла в ООН проект резолюції «Про політику геноциду, що проводилася урядом Іракської республіки щодо курдського народу» (проект був відкликаний під тиском арабських країн).
У військовому відношенні головною метою наступу було Барзан. 4 серпня багдадське радіо заявило про його захоплення. На ділі Барзані, після перших поразок, зумів мобілізувати всі наявні сили і зупинити іракців на підступах до рідного селища. Восени іракські війська, після низки невдач, були виведені з району Барзана, тоді як курди перейшли в контрнаступ і повернули собі майже всю втрачену влітку територію.
Події 1963 року виявили парадигму, за якою відтепер неминуче розвивалися воєнні дії. Влітку урядові війська, використовуючи перевагу в чисельності й озброєнні, перейшли в наступ і зайняли ряд районів. Зі свого боку, курди перерізали дороги, блокували гарнізони і при зручному випадку нападали із засідки на іракські колони. В результаті ефективний контроль над територією опинявся неможливим, і восени, коли використання танків і авіації ставало важким, курди повертали собі все раніше втрачене; іракська ж присутність виражалася у вигляді ланцюга блокованих гарнізонів, які доводилося забезпечувати з повітря.
У 1963 році число курдських пешмерга досягла 20 тис. чоловік; ця цифра не включала міліцію, яку призивали у разі загрози даного району. Пешмерга поповнили арсенали важкою зброєю (мінометами), серед них з'явилося до 70 кадрових офіцерів і ще більше унтер-офіцерів, які втекли в Курдистан після баасистського перевороту; в кінці року почалося переформування курдських загонів за зразком регулярної армії.

## «Вільний Курдистан»
18 листопада 1963 року президент Іраку Абдул Салам Ареф зробив новий переворот, розігнавши баасистів і сформувавши суто військовий уряд; 10 лютого 1964 року між ним і Барзані було підписано нове перемир'я. У тексті договору нічого не говорилося про автономію, що дало привід Ібрагіму Ахмеду і його прихильникам в Політбюро (включаючи Талабані) звинуватити Барзані в зраді. Зі свого боку, Барзані скликає партійний з'їзд, що виключає «фракцію Політбюро» з ДПК. Озброєною рукою придушив опозицію і вигнавши ворожу фракцію в Іран, Барзані приймається за організацію на підконтрольній території урядових структур: «Ради революційного командування Курдистану» (парламенту, головою якого вважався сам Барзані) та «Виконавчого комітету» (уряду, голова д-р Махмуд Осман). «Столицями» «Вільного Курдистану» були містечка Ранія і Галала, недалеко від іранського кордону.

### «Баззазовський договір»
У 1965 році воєнні дії відновилися. Весною 1966 року багдадський Генеральний штаб намітив вирішальний наступ, маючи на меті оволодіти «дорогою Гамільтона» і потім розколоти район повстання на дві частини; однак розгром іракців у травні в битві під Ревандузом зірвав цей план. 15 червня прем'єр-міністр Іраку Абдель-Рахман аль-Баззаз виступає з закликом до початку мирних переговорів, і 29 червня проголошується (у вигляді урядової декларації) мирний договір, укладений між ним та курдською делегацією. Ідея Баззаза не передбачала автономію курдів, а «децентралізацію»: надання прав самоврядування всім провінціям Іраку, з паралельним наданням курдам національних прав (курдська мова як офіційна мова навчання в курдських провінціях тощо). Для Барзані це був minimum minimorum; він пішов на угоду насамперед тому, що потребував перепочинку; крім того, за час переговорів він переконався в щирості ліберальних прагнень Баззаза. Тому незабаром відставка Баззаза і заміна його військовим (Наджі Талеб) була сприйнята курдами як прелюдія до війни. Тим не менш, військові дії почалися до 1969 року; весь цей час формально діяв «баззазовський договір», хоча де-факто жодна зі сторін не виконувала його умов.

### Березнева угода
Навесні 1969 року Барзані відновив військові дії, висунувши гасло: «Курдистан або смерть!» Спроби нової баасистської влади відновити переговори на «баззазовській» платформі відкидалися: Барзані оголосив, що «децентралізація» — це «пройдений етап» і для нього неприйнятно нічого, крім автономії. В результаті баасисти, і насамперед Саддам Хусейн, стали схилятися до думки про неминучість надання курдам автономії. В кінці року між ними та Барзані почалися нові переговори. Баасисти в принципі визнавали право на автономію курдів, але спірним виявилося питання про її кордони: баасисти відмовлялися включати в неї нафтоносні райони і особливо Кіркук; Барзані ж називав Кіркук «серцем Курдистану» і його столицею. На твердження одного з членів делегації, що «Кіркук — це не Курдистан», він експансивно вигукнув: «Якщо в Кіркуку залишиться хоч один курд, це все одно буде Курдистан. Знай, що ми ніколи, ніколи не зречемося від Кіркука!». Киркукське питання поставило переговори на грань зриву; але вони були врятовані особистим втручанням Саддама Хусейна.
11 березня в селі Навпардан між Барзані і Саддамом Хусейном був підписаний договір, що отримав назву «Березневий договір», або «Березневий маніфест» (так як був опублікований у вигляді односторонньої урядової декларації). Пунктом 14 договору уряд зобов'язувався гарантувати «право на самовизначення курдів». Конкретні форми автономії повинен був визначити закон, який (як передбачалося в секретному додатку до договору) повинен був бути вироблений протягом 4 років за взаємною згодою. Кордони автономії повинні були визначитися за результатами майбутнього перепису. Таким чином, вирішення ключового питання про кордони було відкладено. Принаймні до прийняття закону Барзані зберіг контроль над своєю територією і сили пешмерга, які були формально перетворені в іракські прикордонні формування.
Договір 11 березня був зустрінутий бурхливим захопленням у всьому Іраку. Представники ДПК отримали офіційний статус, міністерські пости в Багдаді і пости губернаторів в курдських провінціях. Однак перепис населення в Кіркуку, яка була намічена на жовтень, так і не відбулася. Замість цього почалися етнічні чистки, які захопили також інший район рівнинного Курдистану — Синджар. Патронована Саддамом Хусейном спецслужба «Мухабаррат» організовувала різноманітні акції проти ДПК, включаючи замах на Ідріса Барзані і два замахи на самого Моллу Мустафу.
9 квітня 1972 року Саддам Хусейн укладає договір про дружбу і співробітництво з СРСР, Барзані позбавляється радянської підтримки, але негайно отримує американську: президент Річард Ніксон виділяє курдам 15 мільйонів доларів. При цьому курди вже давно (з середини 60-х рр.) користувалися активною підтримкою Ізраїлю і шахського Ірану (по каналах спецслужб «Моссад» і «САВАК»), які зі своєї сторони всіляко підштовхували Барзані до відновлення бойових дій.

## Повстання 1974 року
11 березня 1974 року іракський уряд в односторонньому порядку опублікував «Закон № 33 про курдський автономний район». Закон передбачав створення курдської автономії зі столицею у місті Ербілі (а не Кіркуку, як вимагав Барзані), у складі провінцій Ербіль, Сулейманія і Дахук, тобто приблизно на половині території етнічного Іракського Курдистану. На чолі автономії стояли законодавча і виконавча ради. Перший обирається населенням, главу другого призначає президент Іраку з числа членів законодавчої ради; той, у свою чергу, формує виконавчу раду, члени якої прирівнюються до міністрів. Президент може звільнити голову виконавчої ради, що означає розпуск ради. Він може також розпустити законодавчі збори. Вся діяльність автономії проходить під тісним контролем державного міністра, якому належить координувати дії центральних та місцевих органів (у тому числі силових відомств) і, зокрема, бути присутнім на всіх засіданнях місцевих органів. Всі закони, прийняті законодавчою радою, міністр юстиції або державний міністр може в місячний термін оскаржити в особливому апеляційному суді в Багдаді. Всі силові структури Курдистану підпорядковуються безпосередньо Багдаду. Про долю пешмерга нічого не говорилося — мовчазно передбачалося, що вони будуть розформовані.
Опублікування Закону № 33 викликало в Курдистані загальне обурення. Нове повстання, що почалося в березні, було найбільш масовим з усіх курдських повстань до 1991 року. Чи не всі боєздатні чоловіки пішли в гори; Сулейманійський університет у повному складі перемістився в Кала-Дізу (місто в повстанському районі). Всього на території «Вільного Курдистану» перебувало 470 кадрових офіцерів, 98 лікарів, 220 інженерів, 60 викладачів вузів, 2120 шкільних вчителів. Чисельність пешмерга досягла 60 тисяч; крім того існувало 43 тисячі територіальної міліції.
Бойові дії з березня 1974 по березень 1975 відрізнялися особливою запеклістю і масштабом, прийнявши характер регулярної фронтової війни. За минулі роки Саддам різко посилив і переозброїв армію, подвоївши кількість бронетехніки. Зі свого боку, Іран щедро постачав Барзані важкою і реактивною зброєю. Шах все більш відкрито втручався в конфлікт на боці курдів, так що до початку наступного року в Іраку вже перебувало до двох полків іранської армії (як зенітників, військових будівельників і т. д.). 200 тис. курдських біженців були розміщені в Ірані і одержували утримання від Товариства Червоного Лева і Сонця (аналог Червоного Хреста).
У військовому відношенні, основний удар іракців знову був направлений на «дорогу Гамільтона». 8 серпня вони почали наступ на ревандузському напрямку силами трьох бронетанкових дивізій загальною чисельністю 15 тис. солдатів, при 300 танках і 200 знаряддях. Курдський фронт був прорваний, іракці вклинилися на 100 км, взяли Ранію, Калу-Дізу, Ревандуз і знову дійшли до пануючих над дорогою гір Хіндрін і Зозек, де й були зупинені. Їх новий наступ на ці висоти (у жовтні) також не увінчався успіхом.
15 вересня курди перейшли в наступ разом на трьох фронтах (Ревандуз, Кіркук і Захо). Вони відбили Ревандуз, перерізали дорогу Кіркук-Сулейманія і фактично повністю оточили Кіркук. Весною Барзані планував розпочати широкий наступ.

## Крах повстання
У такій ситуації Саддам Хусейн дав зрозуміти шаху, що згоден задовольнити всі його прикордонні претензії. Претензії стосувалися головним чином умов судноплавства по прикордонній річці Шатт-ель-Араб. 6 березня 1975 року на саміті ОПЕК в Алжирі між ним і шахом був підписаний договір. Ірак погоджувався на те, щоб кордон було встановлено по тальвегу Шатт-ель-Араба; зі свого боку, Іран зобов'язався припинити підтримку курдів, а в разі, якщо вони продовжать повстання, — взяти участь у його придушенні.
Алжирський договір виявився смертельним ударом для повстання. Дізнавшись про його зміст, Барзані спочатку планував перейти до партизанської війни. Але шах, запропонувавши курдам емігрувати в Іран або скористатися оголошеної Багдадом амністією, в той же час оголосивши, що в разі продовження повстання закриє кордони, вишле біженців і надасть допомогу Іраку в його придушенні. Побачивши себе в безвихідному положенні, і побоюючись геноциду з боку Іраку, Барзані 19 березня 1975 року віддає пешмергам наказ знищити важке озброєння і йти в Іран. До початку квітня іракці повністю оволоділи територією колишнього «Вільного Курдистану».
Незважаючи на поразку, Вересневе повстання зіграло величезну роль в історії курдів. Воно різко підняло національну самосвідомість і самооцінку, дало організаційні форми для національно-визвольної боротьби і створило важливий прецедент курдської повстанської державності — «Вільний Курдистан». Тому до деякої міри можна сказати, що воно заклало фундамент сучасного курдського державного утворення в Іракському Курдистані.